# Prefácios e entrevistas
Prefácios e Entrevistas é um livro organizado pelo próprio Lobato que reúne vinte prefácios sobre variados temas, como filosofia, ciência, história, religião e petróleo, e dezessete entrevistas para diversos veículos de comunicação, publicado pela Companhia Editora Nacional em 1947. "Este e um daqueles livros lançados menos com a intenção de cativar leitores e mais com a intenção de satisfazer pesquisadores. Fossem eles do tempo presente ou do tempo futuro. [...] Aqui neste livro há muitas repetições e menções a opiniões e escritos que podem não interessar grandemente o leitor comum, mas podem ser de grande valia pra elucidar alguns pontos da biografia, da bibliografia e das opiniões do autor".

## PREFÁCIOS
A obra contém prefácios para os seguintes livros:
- Ipês, de Ricardo Gonçalves (1922)
- Antologia de contos humorísticos
- Seleta de contos brasileiros organizada nos Estados Unidos por Lee Hamilton
- Contas de capiá, de Nhô Bento (nome correto do livro: Rosário de Capiá - 1947)
- Éramos Seis, da Sra. Leandro Dupré (1943)
- A Luta pelo Petróleo, de Essad Bey (1935)
- Carta-prefácio para Aspectos de nossa economia rural, de Paulo Pinto de Carvalho (1943)
- Diretrizes para uma Política Rural e Econômica, de Paulo Pinto de Carvalho (1945)
- Nos bastidores da literatura, de Nelson Palma Travassos
- Serpentes em Crise, de Afrânio do Amaral (1941)
- Nós e o Universo, de Urbano Pereira
- Bioperspectivas, de Renato Kehl (1938)
- Gilberto Freyre, de Diogo de Melo Menezes
- Cartas para Outros Mundos, de Álvaro Eston (1942)
- O pecado original (2a. edição), de Rocha Ferreira  (1944)
- Falam os escritores, de Silveira Peixoto (1941)
- A sabedoria e o destino, de Maurice Maeterlinck
- Uma revolução econômico-social, de Otaviano Alves de Lima (1947)
- Prefácio de paraninfo na formatura de contadores de uma escola de comércio
- Carta-prefácio para Poemas atômicos, de Cesídio Ambrogi (nome correto do livro: Poemas Vermelhos - 1947)
- Afinal, Quem Somos?, de Pedro Granja (1947)

## ENTREVISTAS
- "O Brasil às portas da maior crise de sua história", entrevista ao repórter Tulman Neto do Diário de São Paulo em março de 1945
- "Inglaterra e Brasil", 30 de dezembro de 1940
- "Um governo deve sair do povo como o fumo sai da fogueira", entrevista a Joel Silveira para a revista Diretrizes em agosto de 1944
- Entrevista com Silveira Peixoto da Gazeta-Magazine no final dos anos 1930
- Resposta a uma enquete da Mocidade Paulista entre 1941 e 1944
- "Faz vinte e cinco anos...", entrevista a Silveira Peixoto para Vamos Ler em 1943
- "Monteiro Lobato fala da Academia, dele mesmo e de outros assuntos", reportagem de Celestino Silveira em 1944
- "Monteiro Lobato fala sobre o problema judaico e outros assuntos", reportagem de Nelson Vainer entre 1940 e 1945
- "Insultos ao Brasil", entrevista ao Radical em 1936
- "Eu sou um homem sem função", entrevista ao Diário da Noite em 1943
- Entrevista ao Correio Paulistano sobre a beca na Academia Paulista de Letras
- "As orelhas de Vasco da Gama", reportagem do Diário da Noite
- "Lobato, editor revolucionário", entrevista à revista Leitura em 1943
- "Monteiro Lobato na torre de marfim", entrevista ao Diário da Noite entre 1942 e 1944
- "Um mundo sem roupa suja...", entrevista de Justino Martins para a Revista do Globo em janeiro de 1945
- "Que fazer da Alemanha depois da guerra?", entrevista à Folha da Noite em maio de 1945
- "Quando era proibido entrevistar Monteiro Lobato.", entrevista de Mário da Silva Brito para o Jornal de São Paulo em maio de 1945

## CITAÇÕES
- Sobre a cultura popular (prefácio às Contas de capiá, de Nhô Bento):

[...] neste país de duas “culturas” tão diversas, a letrada e a iletrada, talvez seja a iletrada a mais interessante, a mais original, a mais rica em poesia.
- Sobre a diferença de desenvolvimento dos Estados Unidos e Brasil (prefácio de A Luta pelo Petróleo, de Essad Bey):

O problema focalizara-se em meu espírito sob uma forma simplista: Por que, dos dois maiores países da América, descobertos no mesmo ciclo, povoados com os mesmos elementos (europeu, índio e negro), libertados politicamente quase na mesma época, com territórios equivalentes, um se tornou o mais rico e poderoso do mundo e o outro permanece encruado?
- Sobre a falta de profundidade na análise dos problemas brasileiros (prefácio de Diretrizes para uma Política Rural e Econômica, de Paulo Pinto de Carvalho):

Que é o Brasil? Um cacho de babaçu de problemas cuja solução não vem nunca porque os nossos prodigiosos solucionadores políticos não são escafandristas, não mergulham fundo – permanecem nadando à tona das causas aparentes.
- Sobre a desigualdade social (idem):

Somos uma civilização ao tipo da romana. A “gente boa” por cima e a “gente pobre” por baixo. A gente industrial e comercial por cima e o escravo que extrai produtos da terra por baixo – os produtos que irão dar lucro ao comércio e à indústria.
- Sobre a burocracia que emperra o país e que impediu que ele, Lobato, implantasse aqui as indústrias do ferro e petróleo (prefácio de Serpentes em Crise, de Afrânio do Amaral):

Sempre que no Brasil se chocam os interesses do parasitismo burocrático e das camorras nele formadas, com os reais interesses da nação, vence o parasitismo. E vence o parasitismo, porque o juiz da contenda é o governo e o governo já se identificou da maneira mais absoluta com o parasitismo burocrático.
- Contra o dirigismo na economia e a favor da livre iniciativa (prefácio de Uma revolução econômico-social, de Otaviano Alves de Lima):

[...] todos os males nacionais vêm dos nossos governos se meterem pelo caminho da “economia dirigida”, como Hitler e o Duce o fizeram em ponto grande – e com o resultado que sabemos.
- No final da vida, desiludido com a sabotagem às suas tentativas de modernizar o país, Lobato mostra certa simpatia pelo sonho socialista e por sua implantação na União Soviética  ("O Brasil às portas da maior crise de sua história"):

O quase certo, na Europa e na Ásia, por exemplo, é a passagem da Ordem Social Capitalista para a Ordem Socialista, mais ou menos como na Rússia.

[...] nasceu nos corações generosos o sonho duma ordem social nova em que a felicidade coubesse ao maior número – e esse sonho se corporificou no que chamamos socialismo. 

Depois da inevitável vitória do socialismo no mundo inteiro, e portanto aqui também, esses “comunistas” perseguidos serão honrados pelos nossos pósteros como verdadeiros heróis e mártires – e com razão, porque o que está fazendo a ideia socialista caminhar é justamente o martírio desses homens.
- Sobre a incredulidade dos adultos contraposta à confiança das crianças ( "Monteiro Lobato fala da Academia, dele mesmo e de outros assuntos"):

As crianças acreditam cegamente no que digo; o adulto sorri com incredulidade. Quando afirmei a existência de petróleo no Brasil, as crianças todas acreditaram; os adultos duvidaram. Quando o primeiro poço revelou o petróleo no meu poço, o poço de Lobato, na Bahia, as crianças bateram palmas, alegríssimas. E os adultos? Limitaram-se a ficar com caras de asno e em seguida sabotaram-me.
- Sobre seu hábito de dizer a verdade ("Quando era proibido entrevistar Monteiro Lobato"):

– Por dizer o que penso já fui parar na cadeia. E por dizer invariavelmente o que penso, irei para o inferno, com a graça de Deus.